# Richmond Phiri
Richmond Phiri   (Zàmbia, 15 de març de 1988) és un jugador d'escacs zambià, que té el títol de Mestre Internacional des del 2015.
A la llista d'Elo de la FIDE del novembre de 2015, hi tenia un Elo de 2249 punts, cosa que en feia el jugador número 7 (en actiu) de Zàmbia. El seu màxim Elo va ser de 2305 punts, a la llista del maig de 2015.

## Resultats destacats en competició
L'abril de 2015 fou campió del Torneig Zonal 4.3 de la Fide a Malawi i vàlid per a la classificació a la Copa del Món de 2015, on fou eliminat a la primera ronda pel GM Hikaru Nakamura.

### Participació en olimpíades d'escacs
Phiri ha participat, representant Zàmbia, en dues Olimpíades d'escacs els anys 2006 i 2014, amb un resultat de (+8 =2 –4), per un 64,3% de la puntuació. El seu millor resultat el va fer a les Olimpíada del 2006 en puntuar 6½ de 7 (+6 =1 -0), amb el 92,9% de la puntuació i una performance de 2252, i que li significà aconseguir la medalla d'or individual del segon tauler reserva.